# Baphuon
A Baphuon az egykori khmer főváros, Angkor egyik temploma Kambodzsában. A templom, amelyet a hindu Siva istennek szenteltek, a 11. században épült, II. Udajaditjavarman király (1050–1066) uralkodása alatt, a kor khmer építészetének jellegzetes stílusában.

## Története és jellegzetességei
A főváros, Jaszodharapura (ma Angkor) megalapítása óta a közigazgatás és az isteni uralkodó (istenkirály) imádásának központja volt. A várost az Indiából átvett világnézet mintája szerint tervezték és építették: a város minden eleme, minden épülete a hindu vallás bizonyos szimbólumaira utalt. A királyi várost jelképes világegyetemnek tekintették, amely egy központi, gúla alakú templom – „templomhegy” – köré épült.
E koncentrikus négyszögekből álló, teraszos felépítésű templom a Meru-hegy, az Univerzum mitológiai tengelye, és egyben a megvilágosodás felé vezető szent út szimbóluma. A templom azzal a céllal épült, hogy a király és családtagjai halhatatlansági kultuszát szolgálja, Sivával való eggyéválásukat hangsúlyozza.
A Baphuon templom 425×125 méteres, magasított talapzaton álló egy-szentélyes hindu templom. A szentély falai kelet-nyugati irányban 120 méter, észak-déli irányban 100 méter és a központi torony nélkül 34 méter magasak voltak. A torony önmagában további 50 méter magas volt. Külön érdekessége a kb. 200 méteres bevezető út, amelyet három kör alakú oszlopsor tart, hidat képezve a fő szentély és a templom bejárata között. A Baphuon másik különlegessége a számos kisméretű négyzetbe faragott relief, melyeket a templom falára a mai csempézéshez hasonló technológiával raktak föl. Sajnos, e gyönyörű alkotások nagy része rossz állapotban van.
A templom déli folyosójával kapcsolódott az egykori királyi palotához. A 13. század elején, VII. Dzsajavarman uralkodásakor a Baphuon templom, a buddhista stílusban újjáépített főváros, Angkorthom része lett. Az 1296 és 1297 között Angkorban tartózkodó kínai nagykövet Zhou Daguan írásos feljegyzéseiben, ámulatba ejtő bronz torony-ként említi. A 15. század végén a Baphuont buddhista templommá alakították. A nyugati oldal második szintjére egy 9 méter magas, 70 méter hosszú Buddha-szobrot építettek, amely során lebontották az eredetileg itt álló 8 méteres, kis tornyot. Az óriási Buddha-szobor ráépítése jelentős károkat okozott az épület szerkezetében.
A Baphuon homokkal kevert agyagból épült, ami a templom hatalmas méretei alatt mállani kezdett. A falak idővel instabillá váltak és a templom beomlott.
A 20. századi háborúk alatt az épület megrongálódott és ezek helyreállítása sok esetben komoly nehézségekbe ütközött. 1960-ban indult első rekonstrukció: a régészek a Baphuon-szentély restaurálásához a templom külső rétegét lebontották, minden egyes követ megjelöltek, és a templom körül meghatározott rendbe helyeztek el, hogy később – a felújítások után – mindent az eredeti helyére építhessenek vissza. A Vörös Khmerek uralmuk kezdetén a régészeket elüldözték és a templom felújítására vonatkozó dokumentumokat és feljegyzéseket elégették. Angkor romjai számos belövést kaptak és a templomokat kifosztották – a Baphuon köveinek egy része elveszett. A munkálatok újrakezdésekor a templom köré helyezett több ezer kődarabról senki sem tudta melyik hová való. Így minden egyes követ egyenként újra megvizsgáltak, újra megjelöltek, és 3 év alatt sikerült bepótolni a vörös khmerek másfél órás rombolását. A legnagyobb gondot azonban az elhanyagoltság jelentette. Megfelelő karbantartás hiányában az épületek ismét a mindent elnyelő őserdő, a víz és más természeti elemek prédájává váltak. A második helyreállítási munka 1995-ben francia régészek irányítása alatt indult el, és ma is tart. A templom egy része 2006 májusa óta látogatható de a Baphuon teljes újjáépítéséhez további két évre van még szükség.